# Benthophyllophorus
Benthophyllophorus is een geslacht van zeekomkommers uit de familie Cucumariidae. De wetenschappelijke naam van het geslacht werd in 1948 voorgesteld door Elisabeth Deichmann.

## Soorten
- Benthophyllophorus conchilegus (Pourtalès, 1868)